# Rmut (vinařství)
Rmut je hmota tvořená rozemletými bobulemi vinné révy, která vzniká při výrobě vína. Hrozny vinné révy nejprve zbaví stopek a třapin a pak se rozemelou. K tomuto procesu se používají tzv. mlýnkoodzrňovače.
V další fázi výroby se rmut lisuje nebo fermentuje. Lisováním rmutu se získává mošt. 
Při výrobě bílého nebo růžového vína se rmut lisuje již několik hodin po rozemletí. Při výrobě červeného vína se rmut fermentuje. Nechá se několik dnů stát a nakvášet. Červené barvivo ze slupek se tak vyluhuje do rmutu a dodá mu typickou barvu.